# Taekwondo nos Jogos Olímpicos de Verão da Juventude de 2010 - Até 73 kg masculino
A competição da categoria até 73 kg masculino do taekwondo nos Jogos Olímpicos de Verão da Juventude de 2010 foi realizada em 18 de agosto no Centro Internacional de Convenções, em Singapura. Um total de dez rapazes competiram neste evento, limitado a lutadores com peso corporal inferior a 73 quilogramas. As preliminares foram disputadas a partir das 14:16, as quartas-de-final a partir das 15:54, as semifinais a partir das 19:02 e a final às 20:09, sempre no horário de Singapura. Foram distribuídas duas medalhas de bronze em todas as competições do taekwondo.

## Medalhistas
| Ouro   | KOR Jin Hak Kim                         |
| Prata  | RUS Aliaskhab Sirazhov                  |
| Bronze | UKR Maksym Dominishyn LIB Michel Samaha |

## Resultados
Legenda
- PTG — Vitória por diferença de pontos
- SUP — Vitória por superioridade
- OT — Vitória na prorrogação (Ponto de Ouro)

|  | Preliminares            | Preliminares            | Preliminares |  |  | Quartas de final            | Quartas de final            | Quartas de final       |   |                        | Semifinais             | Semifinais      | Semifinais |  |  | Final | Final | Final |
|  |                         |                         |              |  |  |                             |                             |                        |   |                        |                        |                 |            |  |  |       |       |       |
|  |                         |                         |              |  |  |                             |                             |                        |   |                        |                        |                 |            |  |  |       |       |       |
|  |                         |                         |              |  |  | UKR Maksym Dominishyn       | UKR Maksym Dominishyn       | 12                     |   |                        |                        |                 |            |  |  |       |       |       |
|  | GER Tahir Gulec         | GER Tahir Gulec         | 12           |  |  | GER Tahir Gulec             | GER Tahir Gulec             | 8                      |   |                        |                        |                 |            |  |  |       |       |       |
|  | MON Christopher Deleage | MON Christopher Deleage | 2            |  |  |                             |                             |                        |   | UKR Maksym Dominishyn  | UKR Maksym Dominishyn  | 4               |            |  |  |       |       |       |
|  |                         |                         |              |  |  |                             | KOR Jin Hak Kim             | KOR Jin Hak Kim        | 6 |                        |                        |                 |            |  |  |       |       |       |
|  |                         |                         |              |  |  | KOR Jin Hak Kim             | KOR Jin Hak Kim             | 12                     |   |                        |                        |                 |            |  |  |       |       |       |
|  |                         |                         |              |  |  | SIN Jia Zhe Christopher Lee | SIN Jia Zhe Christopher Lee | 1                      |   |                        |                        |                 |            |  |  |       |       |       |
|  |                         |                         |              |  |  |                             |                             |                        |   |                        | KOR Jin Hak Kim        | KOR Jin Hak Kim | 6          |  |  |       |       |       |
|  |                         |                         |              |  |  |                             | RUS Aliaskhab Sirazhov      | RUS Aliaskhab Sirazhov | 4 |                        |                        |                 |            |  |  |       |       |       |
|  |                         |                         |              |  |  | MNE Vilson Lajčaj           | MNE Vilson Lajčaj           | 1                      |   |                        |                        |                 |            |  |  |       |       |       |
|  |                         |                         |              |  |  | RUS Aliaskhab Sirazhov      | RUS Aliaskhab Sirazhov      | 10                     |   |                        |                        |                 |            |  |  |       |       |       |
|  |                         |                         |              |  |  |                             |                             |                        |   | RUS Aliaskhab Sirazhov | RUS Aliaskhab Sirazhov | 10              |            |  |  |       |       |       |
|  | SUR Tosh van Dijk       | SUR Tosh van Dijk       | 7            |  |  |                             | LIB Michel Samaha           | LIB Michel Samaha      | 4 |                        |                        |                 |            |  |  |       |       |       |
|  | AZE Sabuhi Ismayilzada  | AZE Sabuhi Ismayilzada  | 6            |  |  | SUR Tosh van Dijk           | SUR Tosh van Dijk           | 4                      |   |                        |                        |                 |            |  |  |       |       |       |
|  |                         |                         |              |  |  | LIB Michel Samaha           | LIB Michel Samaha           | 5                      |   |                        |                        |                 |            |  |  |       |       |       |
|  |                         |                         |              |  |  |                             |                             |                        |   |                        |                        |                 |            |  |  |       |       |       |